# Ägyptische Mythologie

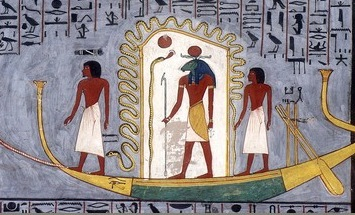
Re auf der Reise durch die Unterwelt

Die ägyptische Mythologie ist untrennbar mit der altägyptischen Astronomie sowie der altägyptischen Religion als Einheit verbunden. Hier ist insbesondere das Nutbuch zu nennen, das die wichtigsten mythologischen Vorstellungen vereint. Die fast dreitausend Jahre andauernde Tradierung beweist das Festhalten an den mythologischen Vorgaben des Nutbuches während der altägyptischen Geschichte.

## Schöpfungsmythen
In der ägyptischen Mythologie existiert kein einheitlicher Schöpfungsmythos. Die wichtigen ägyptischen Kultzentren Heliopolis, Hermopolis und Memphis entwickelten unterschiedliche Kosmogonien und Theogonien.

### Neunheit von Heliopolis
Die Priester der Stadt Heliopolis, Zentrum des Sonnenkultes, richteten die Schöpfungsgeschichte ganz auf Atum (die altägyptische große Urgottheit) als Vater der Götter aus. Er und acht seiner Nachkommen bildeten die Neunheit von Heliopolis. Im Moment der Schöpfung soll Atum, „der Selbstentstandene“, aus der Urflut geboren worden sein. Durch seine Schöpfungskraft erhob sich aus dem Urgewässer ein Hügel „(Urhügel, vgl. auch Benben)“, sodass Atum das erste Land betreten konnte. Daraufhin sei er zur Quelle aller weiteren Schöpfungen geworden. Er brachte aus seinen Körperflüssigkeiten seine zwei Kinder Schu, den Gott der Luft, und Tefnut, die Göttin des Feuers, hervor. Dieses Paar wiederum zeugte eigene Kinder, Geb, den Gott der Erde, und Nut, die Göttin des Himmels. Diese ersten drei Generationen stellen in der Enneade die Grundelemente der Schöpfung dar. Geb und Nut zeugten die Urenkel des Atum, die Gottheiten Osiris und Isis und das Paar Seth und Nephthys, die im Schöpfungsmythos das fruchtbare Nilschwemmland und die umgebende Wüste repräsentieren.

### Achtheit von Hermopolis
Im Gegensatz dazu steht der ältere Schöpfungsmythos der Stadt Hermopolis. Dieser sieht als Ursprung der Schöpfung acht Urgötter, die „Achtheit von Hermopolis“. Diese besteht aus vier Paaren von je einer männlichen und einer weiblichen Gottheit, die jeweils ein Element der Schöpfung symbolisierten. Nun und Naunet stellten das Urgewässer dar, Heh und Hauhet die Endlosigkeit des Raumes, Kuk und Kauket die Urfinsternis. Das vierte Paar wurde mehrfach ausgetauscht, bestand aber ab dem Neuen Reich in Amun und Amaunet, die die Unsichtbarkeit und die Luft symbolisierten. Diese Gottheiten waren nach dem hermopolitanischen Schöpfungsmythos die Mütter und Väter des Sonnengottes. Dieser habe das Licht in die Welt gebracht und damit den Beginn aller weiteren Schöpfungen initiiert.

### Theologie von Memphis
Eine weitere Schöpfungsgeschichte hatte ihren Ursprung in der Stadt Memphis. Die memphitische Theologie stellte den Stadtgott Ptah, den Gott der Handwerker und Baumeister, in das Zentrum des Schöpfungsmythos. Sie verweist auf den heliopolitanischen Mythos, wandelt ihn jedoch dahingehend ab, dass der Gott Ptah dem Sonnengott vorausgehe und diesen durch seine Zunge und sein Herz geschaffen habe. Die memphitische Theologie ist die früheste und bekannteste Theologie, die auf dem Prinzip des Logos beruht, der Schöpfung durch das Wort und die Rede.

## Das Weltbild
Literarische Quellen erzählen von dem Weltbild der Ägypter der Antike, vom Aufbau Ägyptens, vom Leben und Glauben dieses Volkes. Die damaligen Ägypter sahen die Welt als eine große Scheibe, die vom Fluss Nil durchzogen wurde und das Land in zwei große Teile trennte. Diese Scheibe stellte die Oberwelt dar, in deren Mitte die Menschen am Nil lebten. Die Oberwelt wurde von vier Säulen gigantischen Ausmaßes an jeder Ecke der Erdscheibe gestützt. Unter der Erde lag die Unterwelt, welche ein Spiegelbild der Oberwelt war. Das Himmelsgewölbe wurde von dem überdimensional großen Körper der Göttin Nut dargestellt. Ihre Statur war riesig und mit ihren Gliedmaßen, die den Ägyptern endlos lang erschienen, stützte sie sich im Westen und Osten auf die Erde. Die Erde wurde von Westen nach Osten mit einer dünnen Linie durchzogen. Diese Linie stellte den himmlischen Nil-Fluss dar, auf welchen am Tage die Sonne und in der Nacht die Sterne wanderten. Einem Mythos zufolge verschluckte die Göttin Nut jeden Abend die Sonne und gebar sie am nächsten Tag erneut. So sorgte Nut in den Augen des Volkes für den Ablauf des Tageszyklus. Da nach dem ägyptischen Glauben Ägypten im Mittelpunkt der Oberwelt lag, teilten sie die restlichen Gebiete der Erde in vier große Bereiche ein. Im Norden waren die Hethiter, die Hyksos und noch einige kleinere Seevölker beheimatet. Südlich lag Nubien, welches die Ägypter in Obernubien (weiter südlich) und Unternubien (im Norden) teilten. Hinter Nubien befanden sich die Wüsten Afrikas, welche zur Zeit der Pharaonen weitestgehend unbekannt waren und der Osten grenzte an das Rote Meer. Westlich des Landes befand sich die Libysche Wüste, hier lebten nur wenige Beduinen unter harten Lebensbedingungen.

## Weitere Mythen

### Osiris’ Ermordung

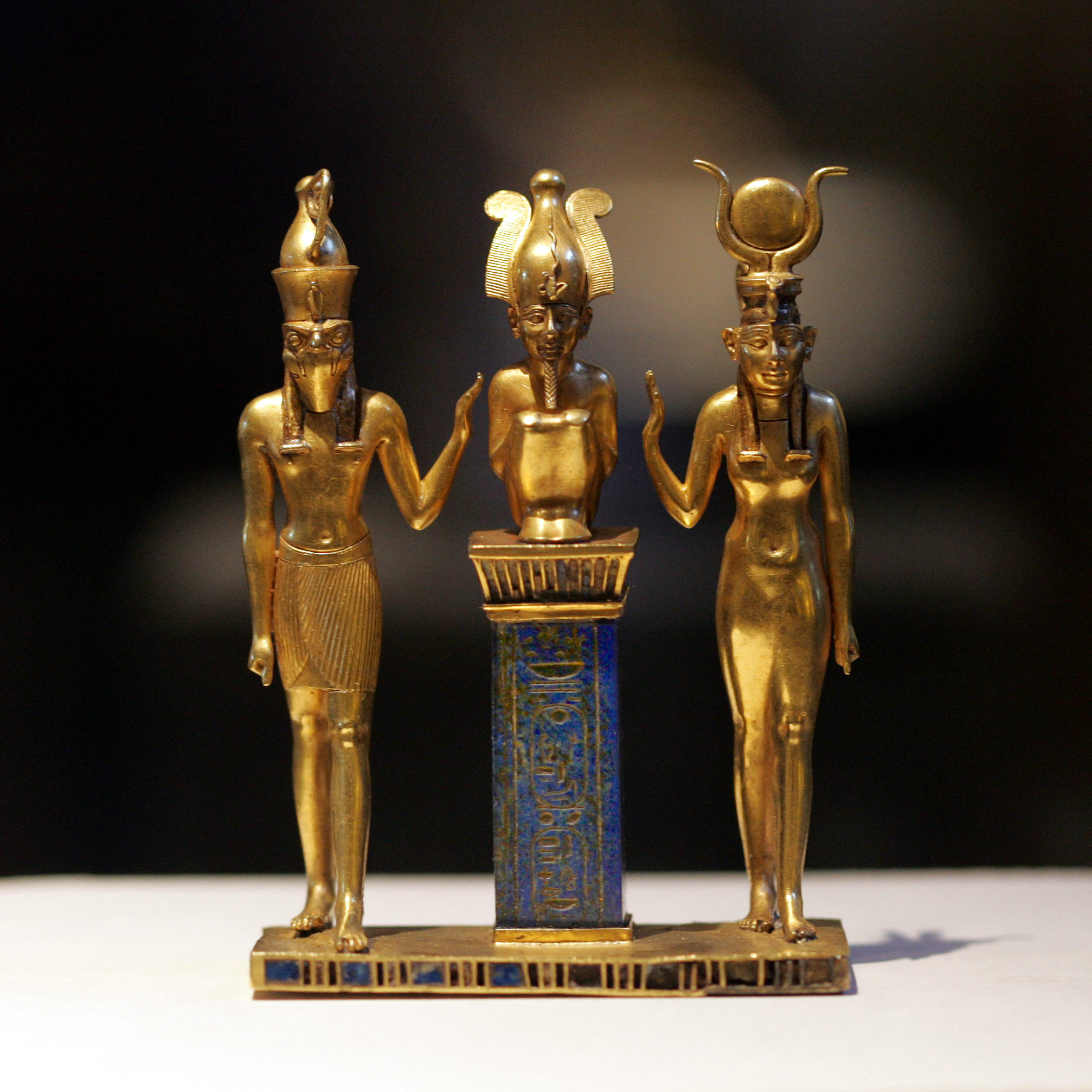
Amulett mit Horus (links), Osiris und Isis

Die vierte Generation der heliopolitanischen Neunheit war zugleich der Ursprung einer weiteren prägenden Legende in der ägyptischen Mythologie.
Seth, der seinen Bruder Osiris hasste, ersann eine List, um ihn zu töten. Er besorgte sich die Körpermaße seines Bruders und lud ihn zu einem Fest ein, bei dem er eine Kiste präsentierte, die er demjenigen zum Geschenk machen würde, der sich genau hineinlegen könnte. Alle Gäste probierten es aus, doch nur Osiris passte hinein. Als der nun in der Kiste lag, verschloss Seth diese sofort und umgab sie mit einer Bleischicht, damit sein Bruder nicht entkommen konnte. Dann versenkte er die Kiste im Nil.
Osiris Frau Isis, die schwanger war, konnte zu der Zeit nicht gegen Seth kämpfen, sodass dieser die Macht über die ganze Welt an sich riss. Isis brachte ihren Sohn Horus im Geheimen zur Welt und ließ ihn in einem Körbchen den Nil hinab treiben (siehe auch Mose: Geburt und Aussetzung), da sie befürchtete, Seth könne auch ihn ermorden. So wuchs Horus bei Menschen auf, die ihn am Nilufer fanden.
Währenddessen suchte Isis ihren Mann Osiris. Kinder berichteten ihr von der Tat des Seth. Bis nach Byblos konnte Isis die Spur der Kiste verfolgen, wo diese in einen Baumstamm eingeschlossen worden war, den der König Melkart in seinen Palast als Pfeiler integriert hatte. Isis verdingte sich am Hofe des Königs als Dienerin und gewann so das Vertrauen der Königin. Nachdem sie sich ihr offenbart hatte, überredete die Königin ihren Mann, die Kiste freizugeben. So konnte Isis den Leib von Osiris wieder nach Ägypten bringen und ihn dort durch mächtige Zaubersprüche wieder ins Leben zurückholen.
Seth blieb die Wiedererweckung des Osiris nicht verborgen. Mit seiner ganzen Macht, die ihm nun innewohnte, tötete er Osiris erneut und verteilte den Leichnam über das ganze Land. Isis, im erneuten Versuch, ihren Mann zu retten, sammelte alle Teile ein, um ihn wieder erwecken zu können. Sie musste allerdings feststellen, dass ein Krokodil den Phallus ihres Gatten gefressen hatte und sie nicht im Besitz aller Teile war. Der Versuch, den fehlenden Phallus durch eine Holzkopie zu ersetzen, schlug fehl.
So wurde Osiris nicht wiedererweckt und avancierte zum Herrscher über das Totenreich. Seth aber konnte seine Herrschaft über Ägypten und die Welt weiter ausbauen.

### Der Krieg der Götter
Horus, der bei den Menschen aufgewachsen war, erfuhr nun von seiner göttlichen Herkunft und wer seine Eltern waren. So sann er auf Rache gegen Seth und begann einen grausamen Feldzug gegen ihn. Zu Beginn dieses Kampfes hatte er noch zahlreiche Verbündete, wie beispielsweise Nephthys, die ehemalige Gemahlin des Seth, Thot und Anubis, sowie natürlich seine Mutter Isis. Als Isis jedoch Kriegsgefangene ihres Sohnes befreite, reagierte dieser so bösartig, dass er ihr den Kopf abschlug. Thot konnte durch seine heilenden Kräfte zum Glück deren Tod verhindern, aber nun wandten sich alle übrigen Götter von Horus ab.
Die Leidtragenden im großen Götterkrieg waren die Menschen, denn sie bildeten die Truppen, die Horus und Seth gegeneinander schickten. Horus griff Nubien an, das Land, in dem Seth herrschte, und konnte mit seinen besonders ausgerüsteten Kriegern, den Mesinu, fast das komplette Heer des Seth besiegen. Als Seth dies sah, griff er selbst in den Kampf ein. Doch das Duell mit Horus endete in einem Unentschieden. Nubien fiel aber dennoch in den Herrschaftsbereich des Horus.

### Das Horus-Auge

Das Horus-Auge

Im Verlauf des Kampfes zwischen Seth und Horus wurde Horus ein Auge ausgestochen, das von seiner Mutter Isis wieder geheilt wurde. Oft ist jedoch auch Thot als Retter angegeben, da es sich bei dem verletzten Auge um das linke und damit das Mondauge handelte. Somit wurde es zu einem Symbol für Heilung und Schutz vor Gefahr. Das Udjat-Auge wurde seit dem Alten Reich als Amulett verwendet. Das Auge des Horus findet bis heute Verwendung bei Schiffen die den Nil befahren. Es wird vorne am Bug auf beiden Seiten aufgetragen.

### Die Reichsteilung
Re, der die Verwüstung der Welt kommen sah, da keiner der beiden bereit war, die Kriegshandlungen einzustellen, rief alle anderen Götter auf zu beraten, wer von beiden nun der Pharao über die Welt sein sollte.
Die Götter konnten sich nicht einigen und riefen Neith, die Göttin der Weisheit an, eine Entscheidung zu treffen. Neith entschied sich für Horus, aber Seth wollte sich damit nicht zufriedengeben und entfachte den Krieg aufs Neue.
Schließlich sollte Osiris, der Regent der Unterwelt, entscheiden. Dieser verlangte daraufhin von allen Göttern die Entscheidung der Neith zu akzeptieren.
Damit wurde die Welt geteilt. Horus herrschte ab sofort über das „schwarze Land“ (Kemet) und Seth bekam als sein Reich das „rote Land“ (ta descheret), bestehend aus der lebensfeindlichen Wüste, zugeteilt.

## Die Vernichtung der Menschheit
Es gab eine Zeit, in der die Götter mit den Menschen zusammen auf der Erde lebten und Re sowohl König der Götter als auch König der Sterblichen war. Nachdem Re jedoch alt und schwach geworden war, versuchten nicht nur die Götter, daraus Vorteile zu ziehen. Auch die Menschen bemerkten Res Schwäche und verbündeten sich gegen ihn. Doch Re wusste von der gegen ihn geplanten Verschwörung und rief alle Götter zusammen, um zu beraten, wie der Aufstand niedergeschlagen werden könne. Die Versammlung fand heimlich statt, da die Menschen nicht erfahren durften, dass ihre Verschwörung entdeckt worden war. Die Antwort der Götter war einstimmig, und Nun sprach für alle Götter: „Sein Sohn Horus solle auf dem Thron bleiben, und er solle sein Auge, das sogenannte Auge des Re, in Gestalt der Göttin Sachmet, zu den Menschen schicken, um sie zu vernichten.“
Re war mit dem Rat der Götter einverstanden, seine Tochter Hathor in ihrer Verkörperung des unbezähmbar Bösen zu schicken, damit sie den Sterblichen eine Lektion erteilen könne.
Nach der Verwandlung in die wilde Löwengöttin Sachmet begab sie sich unter die Menschen und begann das Gemetzel. Alle Lebewesen, die ihr in den Weg kamen, schlachtete sie systematisch ab. Doch als Re das erblickte, bekam er Mitleid mit den Menschen und sah, dass das Schlachten zu weit ging. War aber einmal die zerstörerische Kraft der Sachmet entfesselt, war es schwierig, ihr Einhalt zu gebieten. Und so ersann Re eine List: Tausende Krüge Bier wurden herbeigeschafft und deren Inhalt mit Hämatitstaub rot gefärbt. Die Bierkrüge wurden auf einem Feld, von dem die Götter wussten, dass es bald von der Rasenden heimgesucht werde, ausgeschüttet. Der Anblick versetzte Sachmet erneut in Raserei, da sie es für Menschenblut hielt und schlang gierig den ganzen See hinunter. Dadurch war sie so betrunken, dass sie unfähig war, die Menschen zu erkennen und war deshalb für sie keine Gefahr mehr.
Re war nach alldem so niedergeschmettert, dass er sich von der Welt zurückziehen wollte. Er stieg auf den Rücken der Nut in Gestalt einer Kuh und ließ sich von ihr in den Himmel tragen. Die anderen Götter klammerten sich an ihren Bauch und wurden auf dem Weg in den Himmel zu Sternen. Seit dieser Zeit sind sowohl Himmel und Erde als auch die Götter von den Menschen getrennt und die jetzige Welt war geschaffen. Wegen des Ritts auf der Himmelskuh ist dieser Mythos auch als das „Buch von der Himmelskuh“ bekannt, der jedoch erst im Neuen Reich vollständig niedergeschrieben auftritt. So z. B. im Grab von Sethos I. (KV17) in einer der Nebenkammern der Grabkammer und im äußeren vergoldeten Schrein aus der Grabkammer des Tutanchamun (KV62).